# Michael Riley Galitzen
Michael Riley Galitzen (Los Ángeles, Estados Unidos, 6 de septiembre de 1909-ídem, 6 de junio de 1959) es un clavadista o saltador de trampolín estadounidense especializado en trampolín de 3 metros y plataforma de 10 metros, donde consiguió ser campeón y subcampeón olímpico en 1932, respectivamente.

## Carrera deportiva
En las Olimpiadas de 1928 celebradas en Ámsterdam ganó la plata en el trampolín de 3 metros, y el bronce en la plataforma de 10 metros. Cuatro años después, en los Juegos Olímpicos de 1932 celebrados en Los Ángeles (Estados Unidos) ganó la medalla de oro en los saltos desde el trampolín de 3 metros, con una puntuación de 161 puntos, por delante de sus compatriotas Harold Smith y Richard Degener; y también ganó la plata en los saltos desde la plataforma.